# Rondibilis schabliovskyi
Rondibilis schabliovskyi es una especie de escarabajo longicornio del género Rondibilis, tribu Acanthocinini, subfamilia Lamiinae. Fue descrita científicamente por Tsherepanov en 1982.

## Descripción
Mide 5,8 milímetros de longitud.

## Distribución
Se distribuye por Corea y Rusia.